# 사카이시 (오사카부)

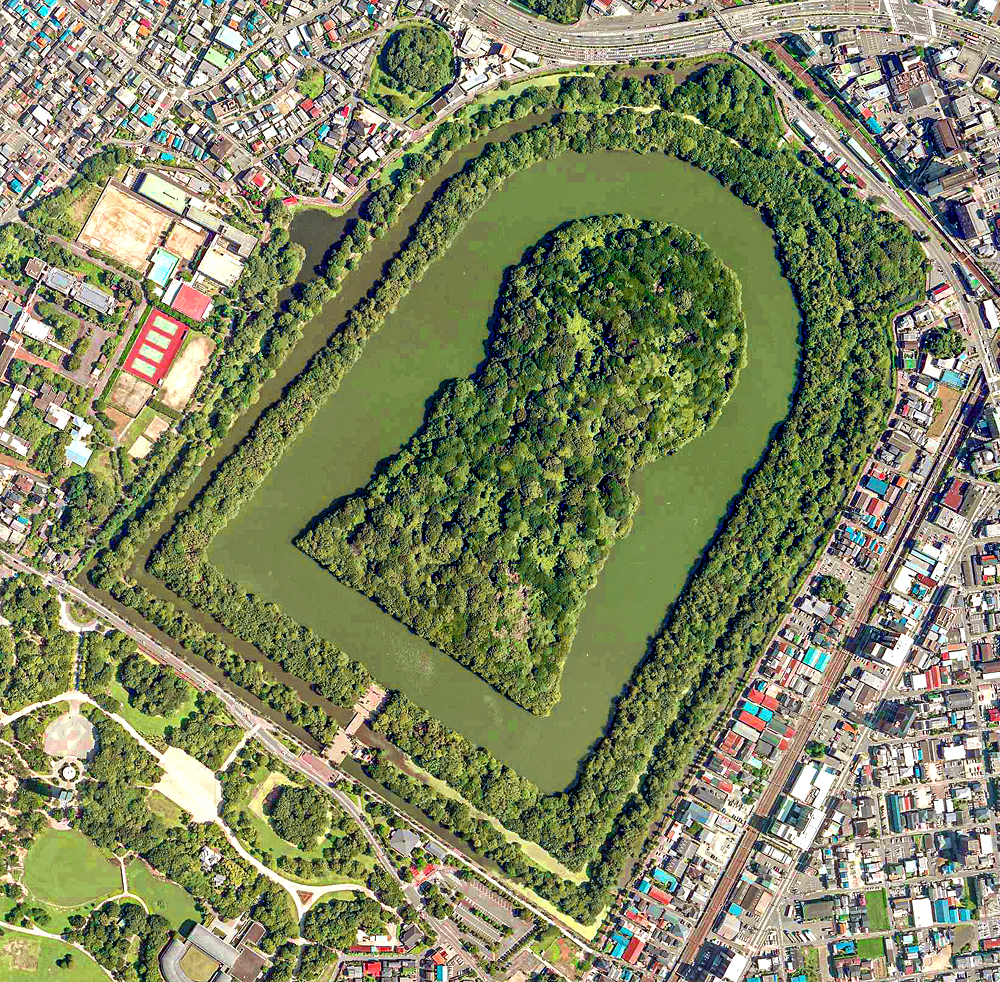
다이센 고분

사카이시(일본어: 堺市 사카이시[*])는 일본 오사카부 센보쿠 지역에 위치한 시이다.
사카이시는 5세기 때 만들어진 열쇠 구멍 모양의 고분으로 유명하다. 이들 중 가장 유명한 것은 다이센 고분으로 닌토쿠 천황의 무덤으로 여겨지며 면적 기준으로 세계에서 가장 큰 무덤이다. 한때 가타나(사무라이 검)로 알려졌고 현재는 양질의 식칼로 유명하며 이것의 생산이 도시의 주요 산업이다.

## 개요
오사카부의 지역 구분에서는 센보쿠 지역으로 분류되지만, 시 승격 당시 사카이시 지역과 미나미카와치군의 옛 군 지역 등 역사적으로 센보쿠군이 아니었던 지역이 많이 포함되어 있어 다른 센보쿠 지역과 구별되기도 한다.
오사카부 내에서 인구와 면적 모두 오사카시에 이어 두 번째로 큰 도시이지만, 정령지정도시 중 면적은 가나가와현 가와사키시에 이어 두 번째로 작다. 인구는 2022년 1월 1일 기준으로 사가현, 야마나시현, 후쿠이현, 도쿠시마현, 고치현, 시마네현, 돗토리현을 능가한다. 
정령지정도시이지만 오사카시의 베드타운 성격이 강해 거주 인구에 비해 낮 시간대에 비하면 주야간 인구 비율이 낮고, 오사카 도시권의 일부로 편입되어 있다. 한편 공업 면에서는 사카이센보쿠 임해공업지대의 핵심 도시로, 2022년 제조품 출하액 기준으로는 한신 공업지대의 오사카시와 고베시를 능가하는 긴키 지방 최대의 공업도시이다.

## 지리
오사카부 중앙부를 흐르는 야마토강의 하구에 위치해 있다. 야마토강을 사이에 두고 오사카시의 남쪽에 위치하며, 북동쪽은 마쓰바라시, 동쪽은 하비키노시, 돈다바야시시, 남동쪽은 오사카사야마시, 가와치나가노시, 남서쪽은 이즈미시, 서쪽은 다카이시시와 접한다.

## 역사
무로마치 시대 이후 발달하였으며, 야마토국과 해안 지역을 연결하는 역할을 해왔다. 상인들에 의해 자치적으로 운영되었으며, 승려 잇큐 소준, 선교사 프란시스 하비에르 등 종교인들이 거주하거나 방문하기도 하였다. 센고쿠 시대 이후 유럽인과의 교류가 잦아지면서 사카이는 화기의 제조 기지가 되었으며, 화기를 얻기 위해 사카이를 자주 방문하던 오다 노부나가는 사카이의 자치권을 빼앗으려 하였다. 사카이 주민들은 그의 명령을 거부하고 그의 군대에 필사적인 저항을 하였으나, 끝내 사카이를 점령한 오다 노부나가는 사카이를 불태웠다. 하지만 사카이는 오다 노부나가의 뒤를 이은 도요토미 히데요시의 통치 하에 다시 번영하는 도시가 되었다.
일본 다도를 정립한 것으로 유명한 센노 리큐도 원래 사카이의 상인이었다. 다도와 선종 불교의 밀접한 관계와 시민들의 부유함 덕분에 사카이는 일본 다도의 중심지 중 하나가 되었다. 에도 시대의 사카이는 여전히 중요한 항구였으나, 에도 막부의 쇄국 정책 때문에 외국과의 교류는 단절되었고 항로는 오직 국내에만 한정되었다. 막부 말기에 서양인들은 다시 사카이에 상륙했으나 일본인들과 외국인들의 상호간 무지 때문에 비극적인 사건이 발생했다. 뒤플렉스호의 프랑스 선원들과 사카이 시민들이 충돌한 것이다. 프랑스인 몇 명이 사망했고 일본인 책임자들은 할복할 것을 선고받았다. 이 사건을 사카이 사건(堺事件)으로 부른다.
근대 이후에는 오사카시 근교의 주택 도시, 산업 도시로 발전해 왔으며, 특히 1960년대 이후에는 오사카만 연안에 신일본제철(新日本製鐵) 사카이 제철소가 입지했다. 또 교외에는 센보쿠(泉北) 뉴타운이 개발되면서 오사카부에서 두 번째로 인구가 많은 도시가 되었다.
2005년 2월 1일에 인접했던 미나미카와치군(南河內郡) 미하라정(美原町)을 편입함으로써 인구가 정령지정도시 승격 요건인 80만 명을 넘었으며, 2006년 4월 1일에 일본의 15번째 정령지정도시로 지정되어 7개 구가 설치되었다. 한편 인접한 다카이시시(高石市), 오사카사야마시(大阪狭山市)와의 통합도 거론되었으나, 두 시의 반대로 무산되었다.

## 행정 구역

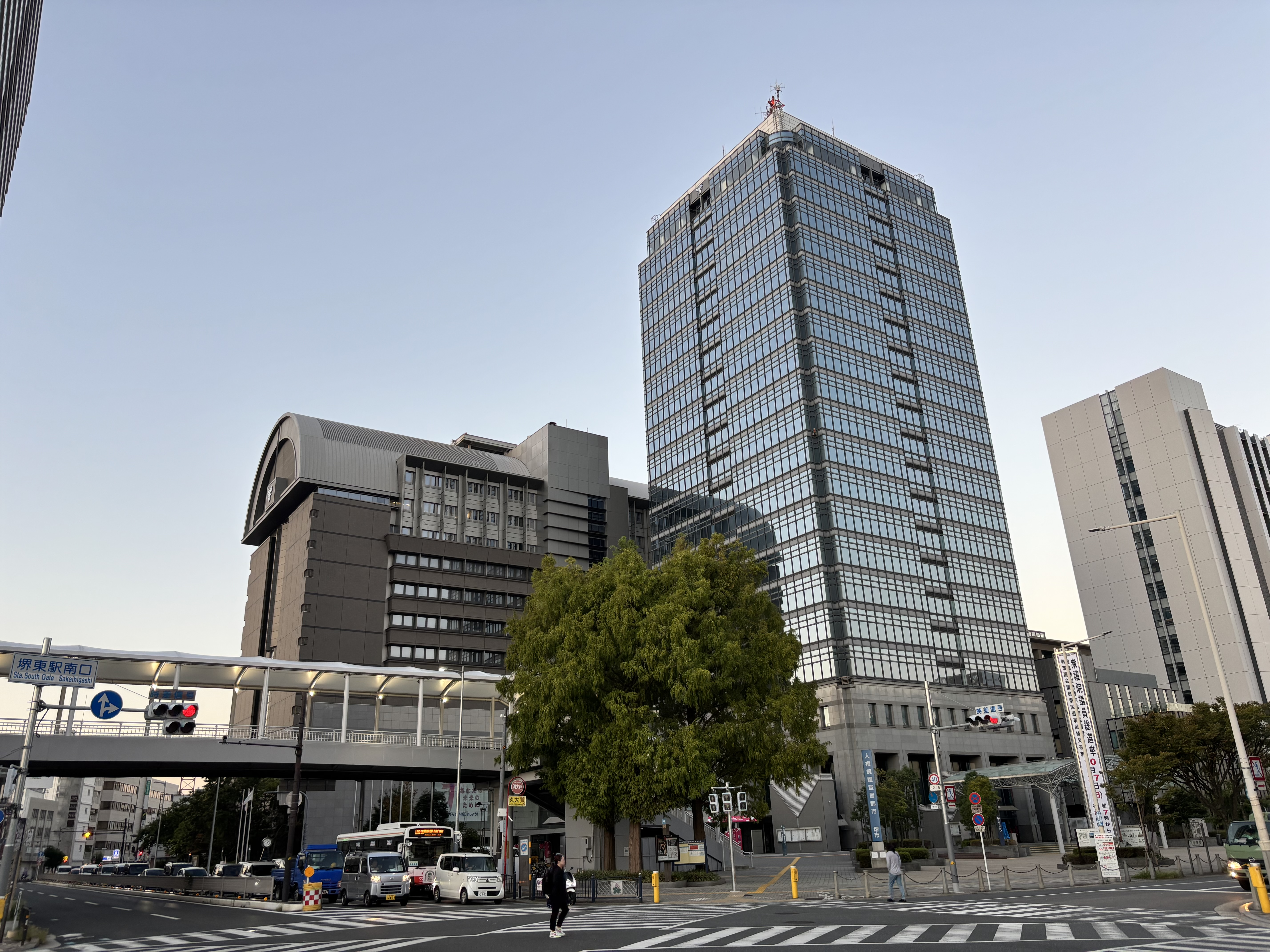
사카이시청

사카이시에는 7개의 구가 있다.
- 사카이구(堺区)
- 히가시구(東区)
- 니시구(西区)
- 미나미구(南区)
- 기타구(北区)
- 나카구(中区)
- 미하라구(美原区)

## 교통

### 철도
- 난카이 전기 철도
  - 본선
  - 고야선
  - 센보쿠선

- 서일본 여객철도
  - 한와선

- 오사카 메트로
  - 미도스지선

- 한카이 전기 궤도
  - 한카이선

### 도로
- 고속도로 - 한신 고속도로, 한와 자동차도
- 국도 - 국도 26호선, 국도 제309호선 (일본)(일본어판), 국도 제310호선 (일본)(일본어판)

## 인구
| 연도                              | 인구      | ±% |
| --------------------------------- | --------- | -- |
| 1970                              | 616,558명 | —  |
| 1975                              | 777,009명 | —  |
| 1980                              | 839,421명 | —  |
| 1985                              | 852,864명 | —  |
| 1990                              | 844,899명 | —  |
| 1995                              | 840,384명 | —  |
| 2000                              | 829,636명 | —  |
| 2005                              | 830,966명 | —  |
| 2010                              | 841,966명 | —  |
| 2015                              | 839,310명 | —  |
| 2020                              | 826,161명 | —  |
| 출처: 일본 총무성 통계국 국세조사 |           |    |

## 기후
| 사카이시의 기후                                              | 사카이시의 기후 | 사카이시의 기후 | 사카이시의 기후 | 사카이시의 기후 | 사카이시의 기후 | 사카이시의 기후 | 사카이시의 기후 | 사카이시의 기후 | 사카이시의 기후 | 사카이시의 기후 | 사카이시의 기후 | 사카이시의 기후 | 사카이시의 기후 |
| 월                                                           | 1월             | 2월             | 3월             | 4월             | 5월             | 6월             | 7월             | 8월             | 9월             | 10월            | 11월            | 12월            | 연간            |
| ------------------------------------------------------------ | --------------- | --------------- | --------------- | --------------- | --------------- | --------------- | --------------- | --------------- | --------------- | --------------- | --------------- | --------------- | --------------- |
| 역대 최고 기온 °C (°F)                                       | 19.1 (66.4)     | 23.9 (75.0)     | 25.6 (78.1)     | 30.2 (86.4)     | 33.0 (91.4)     | 36.3 (97.3)     | 37.9 (100.2)    | 39.7 (103.5)    | 36.8 (98.2)     | 32.7 (90.9)     | 27.5 (81.5)     | 25.5 (77.9)     | 39.7 (103.5)    |
| 일평균 최고 기온 °C (°F)                                     | 9.6 (49.3)      | 10.5 (50.9)     | 14.3 (57.7)     | 20.0 (68.0)     | 24.9 (76.8)     | 28.1 (82.6)     | 32.0 (89.6)     | 33.9 (93.0)     | 29.6 (85.3)     | 23.6 (74.5)     | 17.8 (64.0)     | 12.3 (54.1)     | 21.4 (70.5)     |
| 일일 평균 기온 °C (°F)                                       | 5.6 (42.1)      | 6.0 (42.8)      | 9.3 (48.7)      | 14.6 (58.3)     | 19.4 (66.9)     | 23.1 (73.6)     | 27.2 (81.0)     | 28.6 (83.5)     | 24.6 (76.3)     | 18.6 (65.5)     | 12.9 (55.2)     | 7.9 (46.2)      | 16.5 (61.7)     |
| 일평균 최저 기온 °C (°F)                                     | 1.6 (34.9)      | 1.7 (35.1)      | 4.5 (40.1)      | 9.3 (48.7)      | 14.4 (57.9)     | 19.1 (66.4)     | 23.4 (74.1)     | 24.5 (76.1)     | 20.6 (69.1)     | 14.3 (57.7)     | 8.4 (47.1)      | 3.9 (39.0)      | 12.1 (53.8)     |
| 역대 최저 기온 °C (°F)                                       | −5.0 (23.0)     | −5.3 (22.5)     | −3.3 (26.1)     | −1.1 (30.0)     | 4.1 (39.4)      | 9.1 (48.4)      | 15.5 (59.9)     | 16.6 (61.9)     | 9.7 (49.5)      | 2.7 (36.9)      | −0.9 (30.4)     | −3.4 (25.9)     | −5.3 (22.5)     |
| 평균 강수량 mm (인치)                                        | 48.3 (1.90)     | 57.8 (2.28)     | 97.8 (3.85)     | 92.2 (3.63)     | 126.7 (4.99)    | 164.1 (6.46)    | 154.2 (6.07)    | 87.3 (3.44)     | 139.0 (5.47)    | 139.3 (5.48)    | 74.6 (2.94)     | 51.9 (2.04)     | 1,232.9 (48.54) |
| 평균 강수일수 (≥ 1.0mm)                                      | 6.4             | 6.9             | 9.5             | 9.3             | 9.6             | 11.8            | 10.3            | 6.6             | 10.0            | 8.9             | 6.8             | 6.6             | 102.6           |
| 평균 월간 일조시간                                           | 138.3           | 138.7           | 173.5           | 194.6           | 206.9           | 160.6           | 190.6           | 228.6           | 160.4           | 163.0           | 147.5           | 138.7           | 2,041.4         |
| 출처: 일본 기상청 (평년값: 1991년~2020년, 극값: 1977년~현재) |                 |                 |                 |                 |                 |                 |                 |                 |                 |                 |                 |                 |                 |

## 자매 도시
- 미국 캘리포니아주 버클리 (1967년)
- 중화인민공화국 장쑤성 롄윈강시 (1983년)
- 일본 가고시마현 다네가섬에 소재한 3개 시·정 (니시노오모테시, 나카타네정, 미나미타네정) (1986년)
- 일본 나라현 히가시요시노촌 (1986년)
- 뉴질랜드 웰링턴 (1994년)
- 대한민국 광주광역시 (2011년)